# Igor Kolaković
Igor Kolaković est un joueur et entraîneur monténégrin de volley-ball né le 4 juin 1965 à Titograd.
Il est actuellement entraîneur de l'équipe nationale d'Iran.